# Kup Krešimira Ćosića 2012./13.
Kup Krešimira Ćosića 2012./13. je bilo dvadeset i drugo izdanje ovog natjecanja koje je sedmi put osvojila zagrebačka Cibona.

## Rezultati

### 1. krug
Igrano 7. – 12. prosinca 2012.
| Dubrovnik                   | 65:60  | Zabok                  |
| Sonik Puntamika Zadar       | 68:65  | Križevci               |
| Đuro Đaković Slavonski Brod | 74:68  | VROS Darda             |
| Grafičar Ludbreg            | 83:112 | Osječki Sokol (Osijek) |

### 2. krug
Igrano 15. prosinca 2012.
| Sonik Puntamika Zadar  | 59:53 | Kvarner 2010 Rijeka         |
| Zagreb                 | 81:66 | Đuro Đaković Slavonski Brod |
| Jolly JBS Šibenik      | 92:76 | Dubrovnik                   |
| Osječki Sokol (Osijek) | 97:71 | Alkar Sinj                  |

### Četvrtzavršnica
Igrano 7. – 9. siječnja 2013.
| Osječki Sokol (Osijek) | 69:93 | Split           |
| Jolly JBS Šibenik      | 55:88 | Cedevita Zagreb |
| Zagreb                 | 76:87 | Cibona Zagreb   |
| Sonik Puntamika Zadar  | 58:83 | Zadar           |

### Final Four
Igrano u Zagrebu 6. – 7. siječnja 2013.
| poluzavršnica   | poluzavršnica | poluzavršnica   |
| --------------- | ------------- | --------------- |
| Cedevita Zagreb | 89:80         | Split           |
| Cibona Zagreb   | 100:67        | Zadar           |
|                 |               |                 |
| završnica       |               |                 |
| Cibona Zagreb   | 77:76         | Cedevita Zagreb |

## Poveznice
- A-1 liga 2012./13.
- A-2 liga 2012./13.
- B-1 liga 2012./13.
- C liga 2012./13.